# パニヒダ (シドロフ)

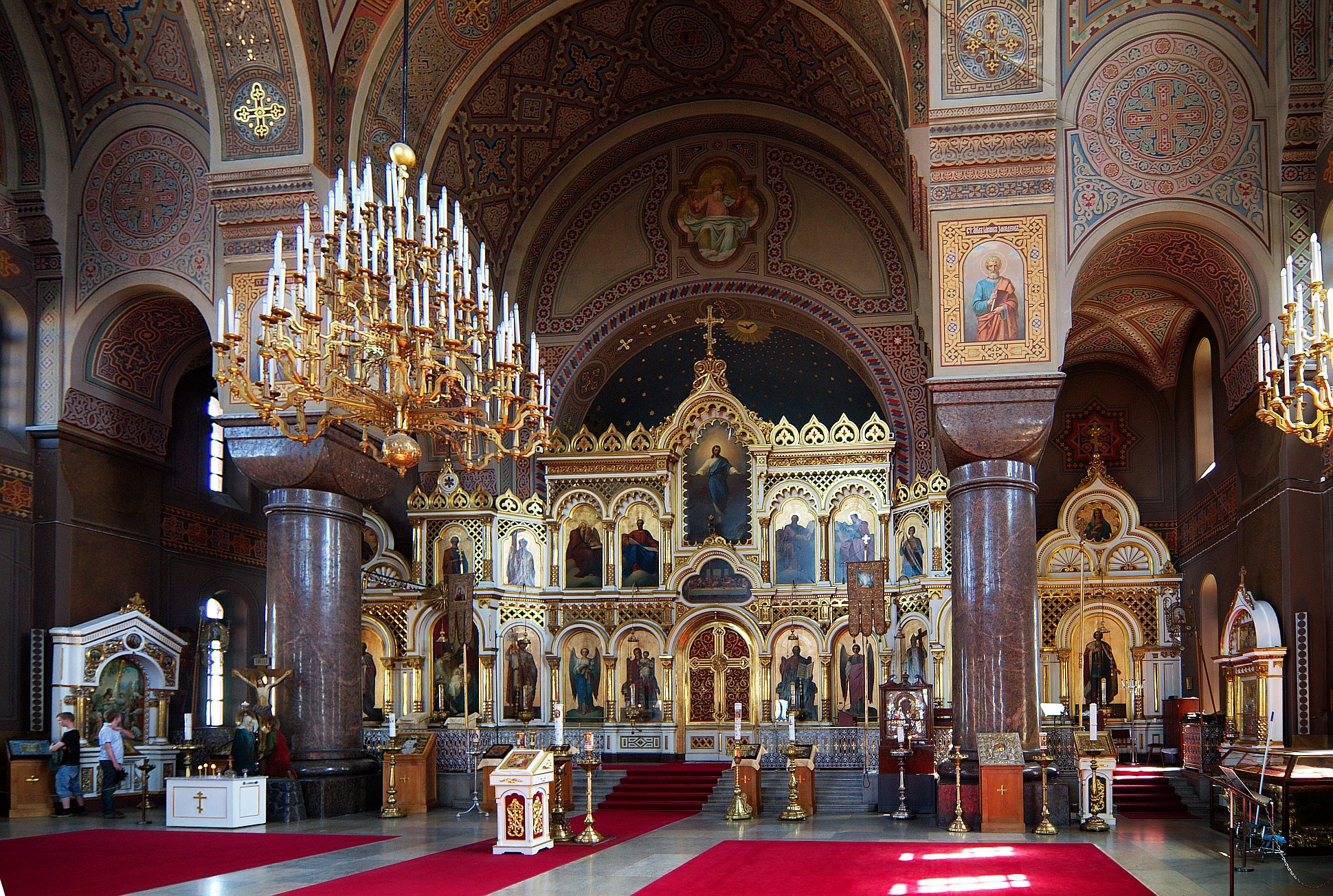
ヘルシンキの生神女就寝大聖堂の内観。イコノスタシスが写っている。聖堂および墓地等でパニヒダは行われる。フィンランドではルーテル教会が圧倒的多数であるが、正教も国教として位置づけられている。

本項はミッコ・シドロフ（Mikko Sidoroff, 1985年 - ）作曲による作品『パニヒダ』（作品番号不明）を扱う。
正教会での永眠者のための奉神礼であるパニヒダに、フィンランドの指揮者・作曲家であるミッコ・シドロフが曲付けを行ったものである。正教会聖歌は無伴奏声楽（ア・カペラ）が原則であり、本作品も楽器を用いない。混声合唱作品。
フィンランド正教会でのフィンランド語祈祷文に則っており、歌唱もフィンランド語である。

## 構成
以下の聖歌（数え方・区切り方は演奏者によって異なる場合がある）により構成される。実際のパニヒダに用いられる聖歌全てに作曲が行われている訳では無く、作曲されていない部分については伝統的旋律、もしくは他の作曲家が作曲したものを用いて適宜補われる。
無伴奏で歌われる。伴奏楽器を用いないのは、奉神礼の聖歌においては人声以外の楽器を使用しないという正教会の伝統による。
正教会聖歌は西方教会の教会音楽と同様に、歌詞の始まりを以てその歌・部分の呼称とする事が多い。しかし、語順の異なる言語である、フィンランド語祈祷文冒頭と日本語祈祷文冒頭とは一致しない事が多く、以下に挙げたフィンランド語のタイトルと日本語のタイトルも、それぞれがそのまま逐語的に対応する訳とはなっていない。
1. 「来たれ、我等の王、神に叩拝せん」：Tulkaa kumartakaamme
2. 第91聖詠：Psalmi 91
3. 大聯禱：Suuri ektenia
4. 讃詞「深き智慧と仁慈とを以てあらゆるものをつかさどり」：Panihidan troparit
5. 「主よ、爾は崇め讃めらる」Kiitetty olet Sinä, Herra
6. カフィズマ：Katismaveisut
7. 「主や、眠りし爾の僕婢の靈を安んぜしめ給へ」（カノンの繰り返し部分）：Kanonin lauselmat
8. イルモス第三歌頌（カノン第三歌頌）「主、天の穹蒼（おおぞら）の至上なる造成者」：Kanonin 3, veisu
9. カフィズマと、生神女讃詞：Katismaveisu
10. イルモス第六歌頌（カノン第六歌頌）「我祈りを主の前に注ぎ」：Kanonin 6. veisu
11. 小讃詞「ハリストスや、爾が僕婢（ぼくひ）の霊（たましい）を諸聖人と共に」：Kontakki
12. 同讃詞：Iikossi
13. 「主や、眠りし爾の僕婢（ぼくひ）の霊を安んぜしめ給へ」～イルモス第九歌頌（カノン第九歌頌）「天は畏れ、地の果ては驚けり」：Kanonin lauselmat ja 9. veisu
14. 「人を愛する救世主や」：Litanian troparit
15. 「睿智」「至聖なる生神女や、我等を救ひ給へ」～（終結部の祈り）：Loppurukoukset ja siunaus
16. 永遠の記憶：I ankaikkinen muisto

なお、連祷で繰り返される「主、憐れめよ」（キリエ）は、フィンランド語では"Herra, armahda."である。

## 歌唱の言語
正教会の奉神礼では、ギリシャ正教会でギリシャ語が用いられる一方、東欧のスラヴ語圏では広く教会スラヴ語が用いられており、チャイコフスキー、ラフマニノフ、チェスノコフなどが教会スラヴ語で聖歌を作曲している。地域の言語を用いる伝統はギリシャ語と教会スラヴ語に限定されておらず、例えばルーマニア正教会ではルーマニア語が使われ（コンスタンティネスクなどが聖歌作曲を行っている）、日本正教会では日本語が使われている。
本作品もそのような伝統のもと、フィンランド語による奉神礼に曲付けが行われている。本作品は日本でも手に入るフィンランド語正教会聖歌作品としても貴重である。